# The Apples in Stereo
The Apples in Stereo é uma banda americana de indie rock afiliada com o Elephant Six Collective, um grupo de bandas do qual fazem parte Neutral Milk Hotel, The Olivia Tremor Control e Of Montreal. É liderada pelo vocalista/guitarrista Robert Schneider, compositor da maior parte das músicas.
São conhecidos por suas letras cativantes e um som pop-rock dos anos 60 que pode ser comparado ao dos Beatles, Velvet Underground, Beach Boys e, depois do lançamento do álbum New Magnetic Wonder, ao da Electric Light Orchestra.

## História

### 1991-1993: The Apples
No final do ano de 1991, Robert Schneider tinha acabado de se mudar de Louisiana pro Colorado, quando conheceu Jim McIntyre em um ônibus em Denver, e começaram a conversar. Quando Schneider perguntou a McIntyre sobre suas preferências musicais, ele citou sua banda favorita: The Beach Boys — Schneider era apixonado por ela. Concluindo que seus gostos eram parecidos, McIntyre apresentou a ele Hilarie Sidney, baterista de sua banda, Von Hemmling. Discutiram a idéia de começar outra banda. Schneider conheceria posteriormente Chris Parfitt, que também já tocava em outra banda na época. Schneider e Parfitt se tornaram amigos, e brincaram com a idéia de fazer algo parecido com The Velvet Underground ou Black Sabbath, com uma produção da qualidade dos Beach Boys.
Schneider passou duas semanas em Athens, Geórgia, gravando músicas e passando férias com seus amigos de infância, Will Cullen Hart, Bill Doss e Jeff Mangum. Mostrou a idéia da banda para eles (que acabaram se tornando The Elephant 6 Recording Company). Também foi dessa época que veio o nome "The Apples", inspirados numa música do Pink Floyd, "Apples and Oranges".
A primeira formação ocorreu em 1992, quando Schneider voltou à Denver, primeiro com ele e Parfitt, ambos guitarristas. Recrutaram McIntyre e Sidney no mesmo ano. Os primeiros shows ao vivo aconteceram logo em janeiro de 93, muitos deles em parceria com os Felt Pilotes. De fevereiro a abril de 1993, dedicaram-se à gravação de seu primeiro disco de vinil, o EP Tidal Wave, e em junho o primeiro disco oficial do Elephant 6.

### 1994-1995:in Stereo
Os muitos conflitos acabaram levando Parfitt a deixar a banda no começo de 1994. John Hill, ex-integrante da antiga banda do McIntyre, entrou pro grupo como guitarrista rítmico, e Schneider passou a investir mais como solista. Na mesma época, Schneider começou a direcionar o som para um lado mais criativo, mudando de um rock mais pesado para um som pop mais psicodélico. Começaram então a trabalhar em um álbum completo, mas ao invés disso lançaram um segundo EP, o Hypnotic Suggestion. Entretanto, quando a SpinART Records ofereceu trocar um multitrack por um novo álbum, surgiram novos planos para um LP.
Ainda em 1994, depois do lançamento do disco, McIntyre também deixou a banda, devido a problemas pessoais e ao novo rumo que o grupo tomou com a saída de Parfitt. Com dificuldades em encontrar um novo baixista permanente, tiveram vários provisórios, incluindo Jeff Mangum, agora do Neutral Milk Hotel, Kurt Heasley, do The Lilys, Kyle Jones, Joel Evans, entre outros. O próprio Jim McIntyre tocou algumas vezes como convidado. E assim continuaram durante a turnê no final de 94, quando gravaram a primeira parte do novo álbum em Glendora (Califórnia). Fun Trick Noisemaker ficou pronto no começo de 1995. Eric Allen, que também já tinha colaborado como guitarrista provisório após a saída de Chris Parfitt, passou a ser agora baixista permanente.
Uma banda bem diferente do quarteto original formado em 1992, aos poucos foram mudando seu nome oficial para "The Apples in Stereo", com o "in stereo" geralmente enfatizado na divulgação. Schneider comentou sobre em uma entrevista: "Na verdade, está bem claro: somos o 'The Apples', mas com o som estéreo. Não é oficialmente o nome da banda, mas está a um passo de se tornar, logo que se remova o nome antigo. Somos o 'The Apples, in stereo'. Mais ou menos como um programa de TV, 'em estéreo!' Sempre pareceu ser uma grande coisa estar em estéreo." McIntyre mais tarde refrisou: "É bom que o nome tenha mudado porque 'The Apples' e 'The Apples in Stereo' são duas coisas bem diferentes."

### 1996-2005
A banda continuou seu curso em 1996, tocando no Japão pela primeira vez. Sessões de gravação para o segundo álbum, Tone Soul Evolution, aconteceram, mas o resultado não saiu como desejado. A maior parte das músicas foram então regravadas antes de seu lançamento. Em 1998, Chris McDuffie entrou para a banda, tocando vários instrumentos diferentes, incluindo órgão, sintetizador e percussão. Deixou o grupo antes do lançamento de Velocity of Sound, em 2002.
Outros álbuns foram lançados, incluindo o psicodélico "EP conceitual" Her Wallpaper Reverie, The Discovery of a World Inside the Moone e Velocity of Sound; sendo os dois últimos baseados em shows ao vivo, e foram aprimorando essa técnica cada vez mais, já que estavam fazendo cerca de 100 shows por ano. Em especial, o álbum Velocity of Sound lançado em 2002, que rejeita a maior parte das produções psy-pop que acabaram sendo associadas à banda.
Enquanto Schneider produzia álbuns para os artistas da Elephant 6, os outros integrantes também continuaram com grupos paralelos e carreiras solo. Schneider casou-se com a baterista Hilarie Sidney, com quem teve um filho em 2001. Depois de um tempo, divorciaram-se.
Ficaram um tempo separados durante 2004, com Schneider e Sidney lançando discos com outras bandas, ambos pela Eenie Meenie Records (Ulysses e The High Water Marks, respectivamente). Em 2005, The Apples in Stereo gravaram "Liza Jane" para uma compilação da mesma gravadora, chamado Dimension Mix.

### 2006-presente
Em agosto de 2006, Hilarie Sidney anunciou oficialmente sua saída, durante o festival Athens Popfest em Athens (Geórgia), EUA. O substituto foi revelado em outubro: John Dufilho, vocalista e compositor do The Deathray Davies. Bill Doss, do The Olivia Tremor Control, que já acompanhava a banda como convidado em turnês, também foi aos poucos se tornando membro permanente.
John Ferguson, do Big Fresh e Ulysses, entrou pro the Apples durante a turnê de 2007. Em fevereiro, The Apples in Stereo lançaram seu sexto LP, New Magnetic Wonder. Com o fim do contrato de 10 anos com a spinART Records, New Magnetic Wonder saiu pela estreante Simian Records, gravadora fundada por Elijah Wood. Depois dele, vieram b-sides e o Electronic Projects for Musicians, uma compilação de raridades.
Em 2008, a spinART Records fechou. Os direitos autorais da maior parte da discografia do The Apples in Stereo passaram então a pertencer à One Little Indian Records.
Em agosto de 2009 a música Energy fez parte de um comercial da Pepsi no Brasil, marcando "uma nova Pepsi", onde o comercial dizia que era tempo de mudar.

## Integrantes
- Robert Schneider: vocal e guitarra
- John Hill: guitarra
- Eric Allen: baixo
- Bill Doss: teclados
- John Dufilho: bateria
- John Ferguson vocal e teclados

## Discografia

### Álbuns de estúdio
- 1995: Fun Trick Noisemaker
- 1997: Tone Soul Evolution
- 1999: Her Wallpaper Reverie
- 2000: The Discovery of a World Inside the Moone
- 2002: Velocity of Sound
- 2007: New Magnetic Wonder
- 2010: Travellers In Space and Time

### Álbuns ao vivo
- 2001: Live in Chicago

### EPs
- 1993: Tidal Wave 7"
- 1994: Hypnotic Suggestion EP
- 2000: Look Away + 4
- 2001: Let's Go!

### Singles
- 1994: The Olivia Tremor Control
- 1998: Man You Gotta Get Up
- 2000: Everybody Let Up
- 2000: The Bird That You Can't See
- 2002: Please
- 2002: That's Something I Do
- 2002: On Your Own
- 2006: Holiday Mood
- 2009: 'Energy

### Coletâneas
- 1996: Science Faire
- 2001: Sound Effects
- 2008: Electronic Projects for Musicians